# Kauamwemwe
Kauamwemwe ist ein Ort im nördlichen Teil des pazifischen Archipels der Line Islands nahe dem Äquator im Staat Kiribati mit einer Landfläche von 0,11 km². 2020 wurden 173 Einwohner gezählt.

## Geographie
Kauamwemwe liegt zusammen mit Uteute und Abaiang an der Nordküste der Insel Teraina (früher auch Washington, New York oder Prospectus Island genannt). Haupterwerbszweige sind Kokosanbau und Fischerei. Im Süden liegt der Washington Lake.

## Klima
Das Klima ist tropisch heiß, wird jedoch von ständig wehenden Winden gemäßigt. Ebenso wie die anderen Orte der südlichen Line Islands wird Kauamwemwe gelegentlich von Zyklonen heimgesucht.